# Scalpellum lovisatoi
Scalpellum lovisatoi är en kräftdjursart som beskrevs av De Alessandri 1895. Scalpellum lovisatoi ingår i släktet Scalpellum och familjen Scalpellidae. Inga underarter finns listade i Catalogue of Life.